# Quirizio di Giovanni da Murano

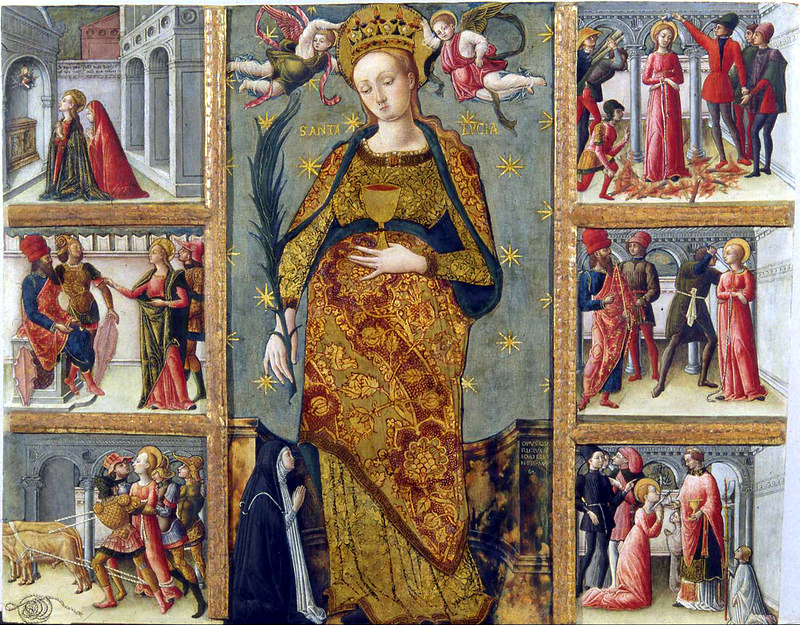
Santa Lucia e storie della sua vita - Accademia dei Concordi - Rovigo.

Quirizio di Giovanni da Murano (talvolta anche solo Quirizio da Murano) (fl. XV secolo) è stato un pittore italiano del primo Rinascimento, attivo a Venezia tra il 1460 ed il 1478.

## Biografia
Ben poco è noto della vita dell'artista: si suppone che sia stato allievo di Antonio da Murano, anche se i critici fanno varie ipotesi su di lui e la sua opera. È anche probabile che da giovane fosse entrato nella bottega dei Vivarini.
La sua tecnica pittorica, in particolare l'uso della tempera, è simile a quella della scuola di Murano: piatto, leggero e con ombre poco evidenti o completamente assenti. Il suo stile di rappresentazione dei volti è regolare e risultano ben formati, con un lungo collo e con dita sottili, mentre la vita è molto sottile.

## Opere

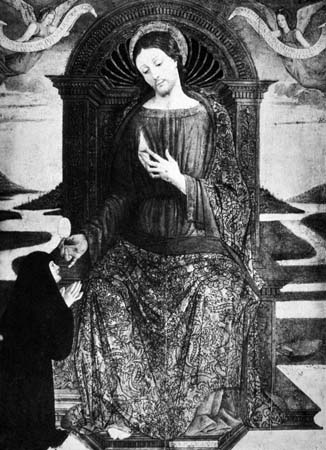
Cristo mostra le sue ferite e offre l'ostia benedetta ad una suora - Gallerie dell'Accademia - Venezia.

Le sue uniche opere certe sono solo le tre da lui firmate:
- Cristo mostra le sue ferite e offre l'ostia benedetta ad una suora - Gallerie dell'Accademia - Venezia
- Santa Lucia e storie della sua vita - Accademia dei Concordi - Rovigo
- Trittico della Madonna dell'Umiltà con sant'Agostino e san Girolamo - Gallerie dell'Accademia - Venezia

Altre opere che gli sono state attribuite da alcuni critici, in particolare da Federico Zeri, anche se in contrasto con altri critici:
- San Luca Evangelista e sant'Alberto degli Abati[1] - El Paso Museum of Art - El Paso (Stati Uniti d'America)